# AT-43
AT-43 est un jeu de stratégie (ou jeu de guerre) de science-fiction avec figurines pré-montées et pré-peintes. Le jeu est édité par Rackham éditeur du célèbre Confrontation ainsi que de Rag'Narok, Cadwallon et Hybrid. La gamme du jeu a été arrêtée en 2010 au moment de la disparition de Rackham.

## L’univers
Ava n'est qu'une planète insignifiante parmi une infinité d’autres, mais il s'agit du monde censé être d'origine de l'espèce humaine. Plusieurs pyramides cyclopéennes, vestiges d'une civilisation depuis longtemps éteinte parsèment à la surface de la planète. C'est essentiellement de l'étude de ces inscriptions que les Avans tirèrent la majorité de leur connaissance dans les sciences " dures".
Trois cent soixante-dix-sept années avant le Trauma (événement auquel le titre du jeu fait référence, voir plus bas), une expédition polaire avane découvrit une pyramide inconnue jusqu'alors. L'édifice, parfaitement conservé à l'inverse de nombre d'autres pyramides, livra de nombreux secrets scientifiques, et notamment les principes du système Hamrun : le voyage interstellaire devient possible. La découverte est toutefois tenue dans le plus grand secret, jusqu'à l'unification de toutes les nations d'Ava sous un même gouvernement planétaire.
La conquête spatiale qui s'ensuivit permit à l'humanité de rencontrer plusieurs espèces intelligentes. Si aucune ne se montra franchement hostile, elles affectèrent toutes une indifférence polie, à l'exception notable des Cogs. Ces extraterrestres établirent de fructueuses relations commerciales avec les Avans : ils partagèrent leur technologie militaire avec les humains en échange de quantités très importantes de matières premières brutes. Les contacts avec les Cogs furent pour le moins sporadiques depuis cette époque.
Douze années avant le Trauma, une révolte ouvrière éclata sur Hadès, première planète colonisée par l'homme. Sur ce monde en formation, très riche en ressources minières, la vie est particulièrement difficile, et l'exploitation des colons par les corporations propriétaires des exploitations déclenchèrent une  insurrection sanglante. Contre toute attente, les masses prolétaires tinrent en échec les régiments d'élite de l'UNA dépêchés en catastrophe sur les lieux. L'idéologie collectiviste prônée par les révolutionnaires allait vite faire des émules. Trois ans plus tard, un vaste schisme se déclencha sur AVA, environ la moitié  des nations de la planète adoptèrent ce nouveau mode de gouvernement censément plus égalitaire : le Red Blok était né !
Quatre ans avant le Trauma, les senseurs humains détectent une flotte de vaste dimension constituée d'appareils inconnus se dirigeant droit sur Ava. Deux ans plus tard, les Thérians atterrirent aux pôles de la planète.
Cette race est en fait l'espèce humaine originale, en provenance du système solaire, totalement transformée par ses usages technologiques (La Terre a disparu, Mars, rebaptisée Thars, sert de champ de bataille expérimental). Son but est la transformation réfléchie des systèmes planétaires, afin de prolonger la durée de vie de l'Univers, et ainsi leur propre immortalité, acquise par la projection de leur esprit dans des serveurs informatiques. Pour ce faire, ils implantent la vie sur une planète, et attendent que l'espèce implantée atteigne un niveau de technologie suffisamment avancé pour que la transformation du système soit efficace. Ce sont donc eux qui ont provoqué l'apparition de l'Humain sur Ava.
Ces nouveaux venus mirent alors en marche le réseau de pyramides, ce qui provoqua des catastrophes naturelles effroyables. Des milliards d'Avans périrent dans des raz de marée cataclysmiques, des orages dantesques se déchaînèrent, tandis que l'orbite de la planète fut infléchie par le mécanisme de thérianisation (modification de la planète en vue d'être exploitée par les Thérians) infernal mis en place par les nouveaux-venus.
Traumatisés par les événements, les humains contre-attaquèrent avec l'énergie du désespoir. Pour un temps, le Red Blok et l'UNA firent donc cause commune contre l'envahisseur. Ils parvinrent à enfoncer les lignes thérianes. C'est alors que le processus de modification de l'orbite d'Ava s'arrêta, inexplicablement. Acculés, les Thérians se virent forcés de ré embarquer en catastrophe.
L'entente entre l'UNA et le Red Blok ne persista pas longtemps, les deux ennemis n'arrivant pas à trouver un terrain d'entente au sujet du sort qui devait être réservé au réseau de pyramide thérianes : le Red Blok souhaitait les détruire, alors que l'UNA préférerait les préserver pour en percer tous les secrets. Finalement, les alliés de naguère redevinrent des adversaires acharnés.
Quarante-trois ans après le Trauma ( AT-43), les senseurs de l'UNA détectèrent une anomalie cosmique : il s'agissait d'un petit planétoïde lancé à pleine vitesse en direction d'AVA. Les reconnaissances effectuées sur place eurent tôt fait de confirmer les craintes humaines : l'objet était en réalité une planète artificielle thériane, nom de code : Damoclès. Les "Morphos" étaient de retour…
Centcom (siège militaire de l'UNA ) décida alors d'envoyer une flotte de guerre à la rencontre de l'objet. Les troupes d'élite de l'UNA devraient débarquer sur la planète artificielle, et la détruire à n'importe quel prix, pour empêcher cette épée de Damoclès de s'abattre sur le berceau de l'humanité. Au cours des premières escarmouches dans le monde usine, les humains remportèrent sans problème l'avantage. Les Thérians semblent complètement dépassés par la situation, et ils se terrèrent dans les profondeurs de la planète artificielle. D'aucuns murmurent qu'ils prépareraient une offensive de grande envergure pour bouter les Avans hors de Damoclès.
Les soldats de l'UNA ne sont toutefois plus les seuls à combattre pour le salut de la race humaine : une imposante flotte de guerre aux couleurs du Red Blok a atteint Damoclès depuis quelques semaines.
Entre-temps, les Karmans, race de grands singes amenés à la conscience par les Thérians, ouvrent une ambassade sur Ava. Ils semblent avoir l'intention de se retourner contre leurs créateurs.
Ces grands singes sont le premier essai de préparation d'une planète à la thérianisation. Cette expérience s'étant révélée un échec, du point de vue thérian, ces derniers se sont tournés vers leur propre race pour des implantations ultérieures.
Le besoin en matière première des Cogs n'a fait que croître de manière exponentielle au cours des derniers mois : l'industrie Cog tourne à plein régime, mais dans quel but ?
Désormais, aucune race ne peut plus espérer échapper à la guerre galactique qui se prépare…

## Le jeu
AT-43 est un jeu de figurine "prêt à jouer" : le joueur n'a qu'à déballer ses achats sans avoir à assembler et à peindre ses figurines, à l'inverse des autres wargames. Cette politique est encore accentuée par la présence d'élément de décor à foison dans les différentes boîtes de jeu. Rackham a également publié des dalles en carton fort, pouvant remplacer une table de jeu traditionnelle avec un gain d'espace évident.
Le système de jeu  lui-même met en avant la réflexion et la stratégie : le joueur doit planifier au mieux l'ordre d'activation de ses différentes troupes, et utiliser les Points de Commandement générés par ses commandants au moment opportun. Le système de jeu repose sur l'activation alternée (avec quelques exceptions). Des cartes de caractéristiques sont fournies avec les figurines : non contentes d'avoir un rôle actif dans le jeu, elles permettent de garder la trace des avaries pour les blindés.
Un tableau universel gère la majorité des interactions du jeu : pour éviter toute situation aberrante, il comporte un système de réussites et d'échecs automatiques en cas d'écart très important entre deux statistiques. Ainsi, un soldat de base ne peut pas endommager un blindé ayant un important blindage sans arme adéquate. De même, un missile anti-char s'abattant sur un malheureux fantassin ne lui laissera strictement aucune chance de survie.

## Les armées
L'UNA : Armée la plus classique dans son organisation et son armement, si l'on fait abstraction des armes lasers et des Fire Toad (marcheurs de combat monoplaces). L'UNA a pour elle un excellent matériel mais manque de polyvalence. Le tir de précision à longue portée est leur spécialité. Les U.N.A sont formés par trois factions: CentCom, ou Central Command, dirige les armées des forces des White Stars, l'armée des UNA. Le Military-Industrial Complex, appelé M.Ind, gère l'industrie militaire des U.N.A et fournit des armes modernes aux White Stars. Enfin, Union, parfois appelé "Syndicate", est l'organisation politique du gouvernement UNA, s'occupant de la gestion du gouvernement.
Le Red Blok : Les forces des Collectifs Révolutionnaires peuvent compter sur la hardiesse de leurs soldats, le poids du nombre et la résistance de leurs marcheurs lourds pour l'emporter. À noter que le Red Blok est la seule faction ayant accès au piratage informatique, pratique occasionnant une gêne pour l'adversaire. Le Red Blok à trois factions: l'ARC, ou Armée Révolutionnaire des Collectifs est le « Collectif Central » gérant la majorité des forces armées du Red Blok et organisant la répartition des populations dans les différents collectifs de l'état. Frontline est le « Collectif Local » se situant sur Ava elle-même, doté de techniques de pointes et affrontant directement les U.N.A. Supra est enfin le « Collectif Suprême », qui gère les grandes lignes idéologiques et politiques du Red Blok, même si le Red Blok compte une organisation démocratique avec une « Assemblée des Collectifs ».
Les Thérians : méchants de l'histoire, les Thérians excellent au corps à corps, mais ne sont pas dépourvus dans les autres domaines, tant s'en faut. Leur absence de conscience fait que les tests de moral leur sont inconnus. Leur maîtrise de la nano-technologie permet de véritables miracles sur le champ de bataille (fusion de deux blindés, relance des jets de dommage, course très rapide, etc.). Ils paient toutefois cette excellence au prix fort. Armée d'élite, les Thérians ne donnent pas vraiment dans le surnombre… Les Thérians sont pratiquement immortels, pouvant transférer leur conscience dans des clones, et ne vivent pas sur des planètes mais dans des habitats formés par la destruction de planètes et leur transformation en sphère de Dyson se servant d'une étoile comme générateur d'énergie. Les Thérians sont divisés en trois factions: les Cyphers, qui sont les artisans du « Projet Thérian », s'occupant de la Thérianisation des planètes choisies par les Thérians, le projet doit à terme offrir l'éternité aux Thérians en leur permettant d'empêcher la mort de l'Univers. Les Warriors sont des Thérians plus portés sur le réel et le physique que les autres, ils aiment le combat et ils mènent plus souvent que les autres Thérians leurs armées. Les Web Striders, finalement, sont des adorateurs de la vie artificielle et croient à l'existence dans l'EMI GRID d'une intelligence artificielle totalement indépendante, appelée Babel ; ils font un grand usage de robots et ont peu de marcheurs de combats.
Les Karmans : Grands singes élevés à la conscience par les Thérians dans le but de les assimiler (ils étaient en fait les « prototypes » du projet Thérian pour détruire les planètes), ils se sont révélés pour leur maitres une véritable ressource guerrière. Conscients du sombre projet de leurs créateurs, les Karmans conjuguent philosophie et écologie dans leur habitudes et s'émancipent du joug des Thérians, partagés entre le respect du don qui leur a été fait et la haine farouche du projet de leurs anciens maitres. Leur technologie très avancée dépasse celle des Avans, les Karmans utilisant des systèmes de propulsion anti-gravitationnels. La civilisation Karman a plusieurs dizaines de millénaires d'existence, et est divisée en trois factions: Libra, qui dirige le peuple Karman et croit en l'équilibre du Karma de leur peuple. Nova est une faction née à la suite de l'anéantissement de l'espèce des Krygs qui affrontaient les Thérians, elle se spécialise dans l'exploration de la galaxie et la découverte de nouvelles espèces. Flux, la plus récente des factions, dotée d'un grand vaisseau de la taille d'une planète (Zaïus), est la faction des guerriers qui se retrouve toujours en première ligne lorsque les Karmans affrontent leurs ennemis.
Les Cogs : extra-terrestres en guerre avec les Thérians depuis plusieurs milliers d'années, leurs armées sont des mélanges savants entre unités nombreuses et guerriers d'élites cybernétisés à l'extrême (leurs guerriers de classe 3, les « scaphandres de combat » dans les autres armées, sont en fait des machines dotées d'un embryon de corps qui leur fournit un cerveau), soutenus par des blindés automatiques, sans état d'âme. Les Cogs sont plutôt axés sur le tir à longue distance et leurs soldats clonés empêchent la désorganisation de l'armée, cependant leur polyvalence fait qu'ils seront surclassés par les autres armées dans n'importe quel domaine, ce que leurs relativement faibles effectifs ne compensent pas. Les factions Cogs, qui sont quatre, sont quatre « Lignées » totalement indépendantes les unes des autres, et en fait forment quasiment des espèces presque différentes. Les A-Volution sont les maîtres de la mécanique, spécialisés dans la mécanisation massive et employant plus d'unités mécanisées que les trois autres factions Cogs. Les C-Naps sont des marchands, ils ont un grand nombre de soldats mais ils préfèrent la négociation au combat. La Lignée des G-Nocrat est spécialisée, plus encore que les trois autres Lignées, dans l'exploitation du vivant et ne compte qu'un nombre réduits de blindés ou de fantassins de rang 3. Enfin, les T-Regulator sont des pirates de l'espace, faisant exploiter des planètes par leurs légions d'ouvriers esclaves et venant régulièrement les piller, ce sont essentiellement des adeptes des raids et frappes rapides. Les quatre Lignées n'hésitent pas a s'affronter entre elles, et si elles présentent un front uni face aux Karmans et aux Thérians, chacune intrigue dans son coin pour prendre le contrôle total de l'espace Cog et assimiler les trois autres lignées. Les Cogs sont adeptes du clonage et de la mécanique : l'intégralité de leurs unités, sauf leurs blindés, sont issus de cuves de clonages où les clones n'ont pas de membres inférieurs, d'yeux ou de système respiratoire correct, tout leur est implanté et greffé chirurgicalement.
O.N.I. :ONI est la plus florissante des entreprises de la galaxie et même de plus loin encore. Elle couvre de nombreux domaines d'activités, dont le mercenariat, où ses armées privées alignent des vétérans humains mais surtout des hordes de zombies prêts à contaminer l'ennemi avec leurs dents, leurs griffes ou même avec le Zombie Gun, véritable mortier à virus contaminateur. ONI possède une remarquable variété de véhicules dotées de technologies « empruntées » aux autres espèces de la galaxie, ainsi elle aligne les canons les plus destructeurs disponibles sur le marché. En contrepartie, leurs troupes sont peu protégées et sont donc globalement vulnérables au tir… eh bien ce sont les risques du métier. O.N.I, ou « Okamura Non-aligned Industries », est une entreprise dotée d'un armement spécial, le « Sérum-O », qui peut être injecté à des cadavres comme des vivants et les transformer en zombies. O.N.I compte trois factions: MercForce, qui gère les forces mercenaires d'O.N.I, et se vend à toutes les autres factions (même les Thérians, qui sont pourtant les ennemis déclarés de l'humanité et d'Ava). R&D, « Research & Destruction » est une autre faction, spécialisée dans la recherche et la destruction, ainsi que dans le développement technologique d'O.N.I, elle fait un grand usage de l'armement le plus moderne de l'entreprise. Le V-SWAT, ou « Voodoo SWAT », est l'armée privée et secrète d'O.N.I servant officiellement de force de sécurité et de défense à l'entreprise, cette armée est composée principalement de forcesspéciales Zombies. O.N.I est contrôlé par les descendants du fondateur de l'entreprise, Kazuo Okamura, qui s'est le premier fait contaminer par le virus qui a servi de base à son développement du « Sérum-O » permettant de transformer les êtres vivants en zombies ; depuis, l'entreprise n'est contrôlée que par les descendants de Kazuo Okamura, qui portent tous en eux le virus, ce dernier leur donne une fertilité accrue et une incroyable envie de se reproduire et d'accroître leurs pouvoirs, ils cherchent même a contaminer toute l'humanité.